# ماروین اسور
ماروین اسور (انگلیسی: Marvin Esor؛ زادهٔ ۲۱ ژوئیهٔ ۱۹۸۹) بازیکن فوتبال اهل فرانسه است.
از باشگاه‌هایی که در آن بازی کرده‌است می‌توان به باشگاه فوتبال بوردو و باشگاه فوتبال کلرمون فوت اشاره کرد.
وی همچنین در تیم ملی فوتبال مارتینیک بازی کرده‌است.